# San Estevan (sitio arqueológico)
San Estevan es un yacimiento arqueológico localizado en el norte de Belice, aproximadamente a 1 km de la localidad moderna de San Estevan (Belice).
El sitio correspondió a una ciudad de la civilización maya establecida presuntamente en el periodo preclásico tardío o clásico (años 800 a. C. - 300 d. C.). San Estevan se localiza en el río Nuevo a la mitad del camino entre los sitios mayas de Cerros y Lamanai. Al principio del periodo preclásico San Estevan fue posiblemente un centro de control político regional.

## Investigaciones arqueológicas
William Bullard arqueólogo, mapeó en los años 1960s, el centro cívico ceremonial en donde condujo excavaciones y participó en la restauración de las estructuras (la I y la II) del sitio, que corresponden al periodo preclásico.
Durante la conducción del proyecto arqueológico de Corozal, Norman Hammond procedió con las excavaciones más tardías de San Estevan, continuando con los trabajos de Bullard y que se refirieron a otros grupos arquitectónicos que presentaron plazas alrededor del núcleo central del sitio.
De estas últimas excavaciones se reunieron diversas colecciones de utensilios en cerámica que fueron reunidas con aquellas provenientes de Nohmul, Santa Rita, Colha y Cuello. Más tarde, en 1989 y 1990, Laura Levi mapeó otros grupos urbanos (casas) de San Estevan y excavó, con detalle, las estructuras involucradas.
En la parte final de los años 1990s, una gran parte de la arquitectura monumental de San Estevan fue destruida con el propósito de construir una moderna carretera. El montículo XV, con 15 m de altura, es la estructura superviviente más alta del conjunto y está datada también en el periodo formativo del preclásico. Robert Rosenswig, de la Universidad estatal de Nueva York en Albany (Estados Unidos de América), inició tareas de investigación en el año 2002, respecto de la ocupación temprana de los mayas en este sitio, que recoge los más recientes datos obtenidos del yacimiento.